# Lode Maes
Lodewijck (Lode) Leo Augustinus Maes (Humbeek, 8 september 1899 – Etterbeek, na 1933) was een Belgisch componist, muziekpedagoog, fagottist, organist en pianist. Hij was afkomstig vanuit een muzikaal gezin; zijn vader August Maes (1868-1945) was de 1e dirigent van de Koninklijke Fanfare "De Rumolduszonen" Humbeek en zijn jongere broer Léon Maes was eveneens componist, dirigent en pianist.

## Levensloop
Maes was - zoals ook zijn broer - een talentvolle pianist, maar Lode was eveneens nog een goed organist. Hij studeerde aan het Koninklijk Conservatorium in Brussel. Vervolgens werd hij muziekleraar aan de gemeentescholen van Etterbeek en Sint-Jans-Molenbeek. In 1925 werd hij bestuurder van de Vlaamsche Muziekschool in Brussel, ook bekend als "Wilfordschool". In 1927 naam hij deel aan de Prijs van Rome. 
Als componist schreef hij vocale muziek en pianostukken. Hij is ook auteur van boek Lagere cursus in de notenleer: theoretische begrippen en practische oefeningen volgens klimmende moeilijkheden gerangschikt, dat in 1933 gepubliceerd werd bij de muziekuitgeverij Melodia, zijn eigen uitgave, en ook in het Frans verscheen. 

## Composities (Uittreksel)

### Vocale muziek

#### Werken voor koor
- De Wielewaal, voor drie gelijke stemmen
- Het wegeltje der verliefden, pastorale voor vier stemmen - tekst: L. Lambrechts

#### Liederen
- "'t En kan niet zijn" - tekst: H. Muyldermans
- Bohémiens
- Ik ga door de straten - tekst: E. Hiel
- Jong zijn - tekst: Th. Coopman
- Kolonistenlied van Kindergeluk - tekst: C. Baeyens
- Zes liederen

### Werken voor piano
- Quatre petites pièces